# Lliga dels Comunistes d'Eslovènia
La Lliga dels Comunistes d'Eslovènia  fou la branca a Eslovènia de la Lliga dels Comunistes de Iugoslàvia, el partit únic que governà Iugoslàvia des de 1945 fins a 1990. Sota la nova constitució ratificada el 1974, es va cedir la major part del poder a les seccions de les repúbliques.
El 1989 Eslovènia proposà esmenes a la constitució en què afirmava la seva sobirania dins la Federació i el dret a la secessió. Aquestes esmenes foren durament rebutjades pel lideratge de Sèrbia sota Slobodan Milošević. El 23 de gener de 1990, la delegació eslovena, liderada per Milan Kučan, abandonà el Congrés de Partit de la Lliga dels Comunistes de Iugoslàvia, liderant el col·lapse del partit paniugoslau. Poc després, la Lliga dels Comunistes d'Eslovènia canvià el seu nom pel de Partit de les Reformes Democràtiques.

## Líders
Secretaris del Comité Central de la Lliga dels Comunistes
1. Miha Marinko (1948 - 1966)
2. Albert Jakopic (1966 - 1968)
3. Franc Popit (Mar 1969 - Apr 1982)
4. Andrej Marinc (Apr 1982 - May 1986)
5. Milan Kučan (May 1986 - 1990)